# Lispe bivittata
Lispe bivittata este o specie de muște din genul Lispe, familia Muscidae, descrisă de Stein în anul 1909. Conform Catalogue of Life specia Lispe bivittata nu are subspecii cunoscute.